# Campaña Libertadora de Nueva Granada
La campaña Libertadora de la Nueva Granada fue una campaña militar emprendida por Simón Bolívar y Francisco de Paula Santander a principios de 1819 para liberar la Nueva Granada (actual Colombia; Panamá; Ecuador y Venezuela) del dominio español. La campaña buscaba preparar el terreno para la creación de la República de Colombia,[cita requerida] estado que comprendería las antiguos dominios españoles del Virreinato de Nueva Granada,Panamá, la Capitanía General de Venezuela y la Real Audiencia de Quito, territorios que para entonces, con excepción del sur y oriente de Venezuela, se hallaban en poder de los españoles; lo cual se materializa en el Congreso de Angostura, con la Constitución de la República de Colombia (17 de diciembre de 1819)
Decidió aparentar la retirada a cuarteles de invierno, comisionando al General José Antonio Páez a tal fin con un pequeño cuerpo con el cual debía aparentar la presencia del ejército completo, de manera de engañar al enemigo. Tras la retirada de Pablo Morillo de la campaña de Apure a sus cuarteles de invierno en Calabozo, decidió que era el momento oportuno para efectuar la planeada liberación de Nueva Granada para lo cual había enviado meses atrás a Santander que conformará el ejército libertador, tarea que cumple a cabalidad.
Tuvo una duración de 77 días, desde el 21 de mayo de 1819 cuando Bolívar expuso el plan en la aldea de los Setenta ante los jefes del ejército independentista, hasta el 10 de agosto del mismo año, cuando Bolívar entró

## Fuerzas en combate

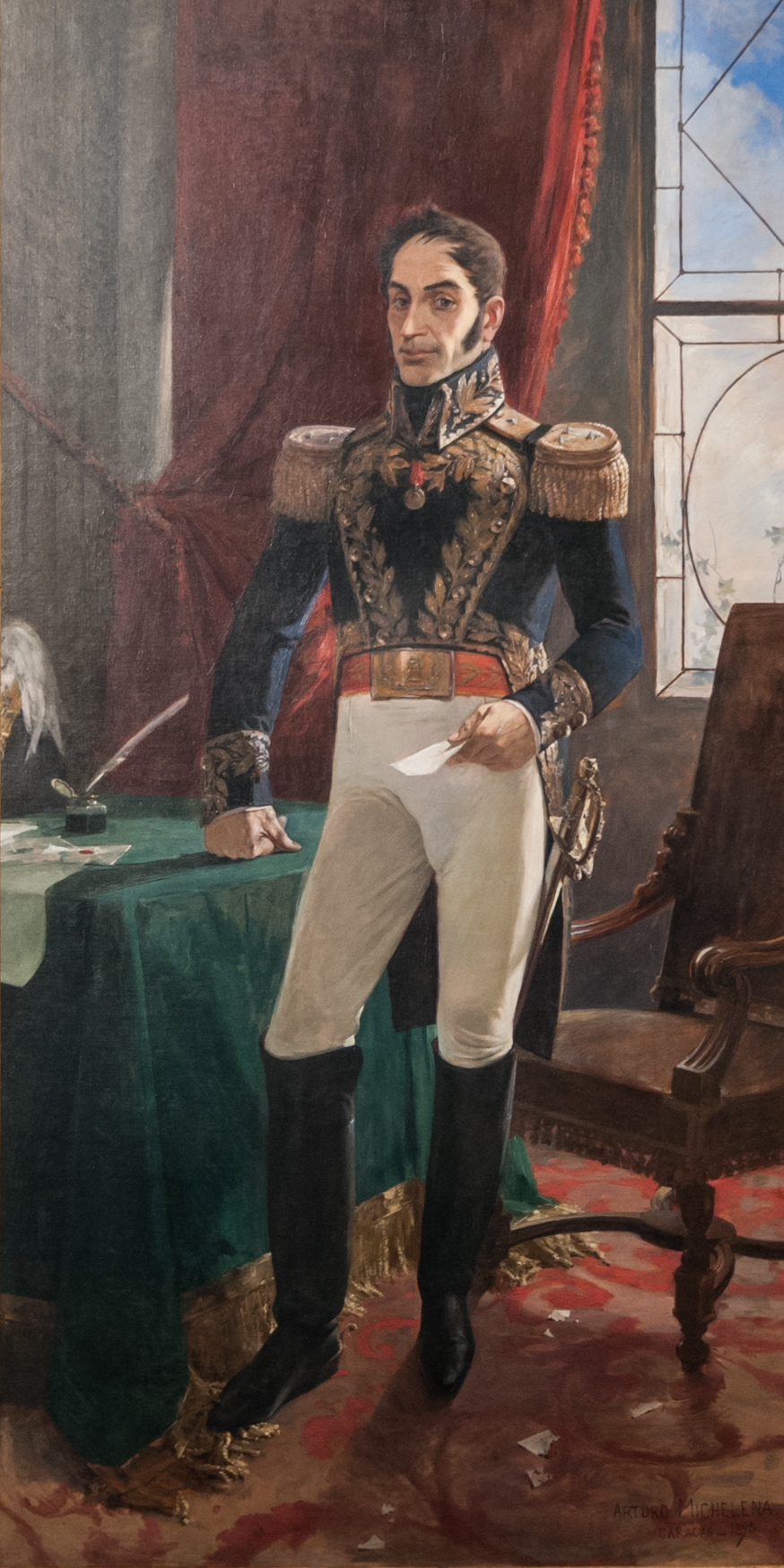
Simón Bolívar, Óleo de Ricardo Acevedo Bernal.

A principios de 1819, José María Barreiro quien se encontraba al mando de las tropas realistas en Nueva Granada, contaba con al menos 3000 hombres entrenados y pertrechados, sin incluir las tropas de  las guarniciones a lo largo del territorio. Al mismo tiempo, Santander, por órdenes de Simón Bolívar, lograba reunir solamente unos 2200 efectivos, organizados en cuatro batallones, tres regimientos, un escuadrón y una compañía de artillería que carecía de cañones. Estos soldados en su mayoría (a excepción de la legión británica) eran criollos, mestizos, mulatos, negros e indígenas, reclutados muchos de ellos en los llanos casanareños, destacando los comandantes de esas tierras como Juan Nepomuceno Moreno , Ramón Nonato Pérez entre otros. El plan inicial de Bolívar consistía en desplazar el ejército desde Venezuela hasta Casanare en la Nueva Granada para reunirse con los hombres de Francisco de Paula Santander y adentrarse en territorio granadino por la vía de Tunja para combatir las tropas del virrey Juan de Sámano. Santander había reunido una hueste de 2.000 combatientes, sólo 1.200 con fusiles, organizados en los batallones Cazadores y 1.º de Línea y varios escuadrones. Fue tal su poder, que cuando Barreiro intentó conquistar Casanare en 1819 y fracasó, Santander afirmó en una carta a Bolívar fechada el 21 de abril de 1819 que ni con tres o cuatro mil soldados podría conquistar la provincia. Enterado, el virrey envió al coronel Barreiro con 1.200 soldados contra Santander, el realista avanzó hasta Pore pero debió retirarse a Tunja tras sufrir fuertes bajas. Contando con una maniobra de distracción de José Antonio Páez sobre la ciudad de Cúcuta, la cual finalmente no se realizó, se acordó que este quedaría al mando de 1000 hombres de caballería, que adicionalmente operaría sobre la provincia de Barinas. Pretendía con esta maniobra engañar a Morillo sobre el verdadero objeto de la marcha y atraer hacia Cúcuta o Pamplona el ejército que defendía las provincias centrales de Nueva Granada. Pretendía también con ello, que la quinta división del ejército realista, al mando del general Latorre, no se internase en territorio granadino para auxiliar a la tercera división allí existente.
El 26 de mayo de 1819 se puso en marcha el ejército de 1.186 efectivos desde Mantecal hacia Guasdualito, esta última, una población fronteriza con Colombia, a orillas del río Arauca. Este constaba de cuatro batallones de infantería: Rifles, al mando del coronel Arthur Sandes; Barcelona, al mando del coronel Ambrosio Plaza; Bravos de Páez al mando del coronel José de la Cruz Carrillo y la Legión Británica, al mando del coronel James Rooke que tenía entre 160 y 200 hombres, sumando entre todos los batallones 1.332 hombres. Adicionalmente contaba con 40 hombres de artillería que disponían de 4 piezas ligeras al mando del coronel Bartolomé Salom y la caballería con 814 efectivos, distribuidos en tres batallones: Húsares, Llano arriba y Guías al mando entre otros, de los coroneles Juan José Rondón, Leonardo Infante, Lucas Carvajal, y  Juan Guillermo Iribarren que desertó el día 3 de junio con el escuadrón húsares.

## Avance por el territorio de Nueva Granada

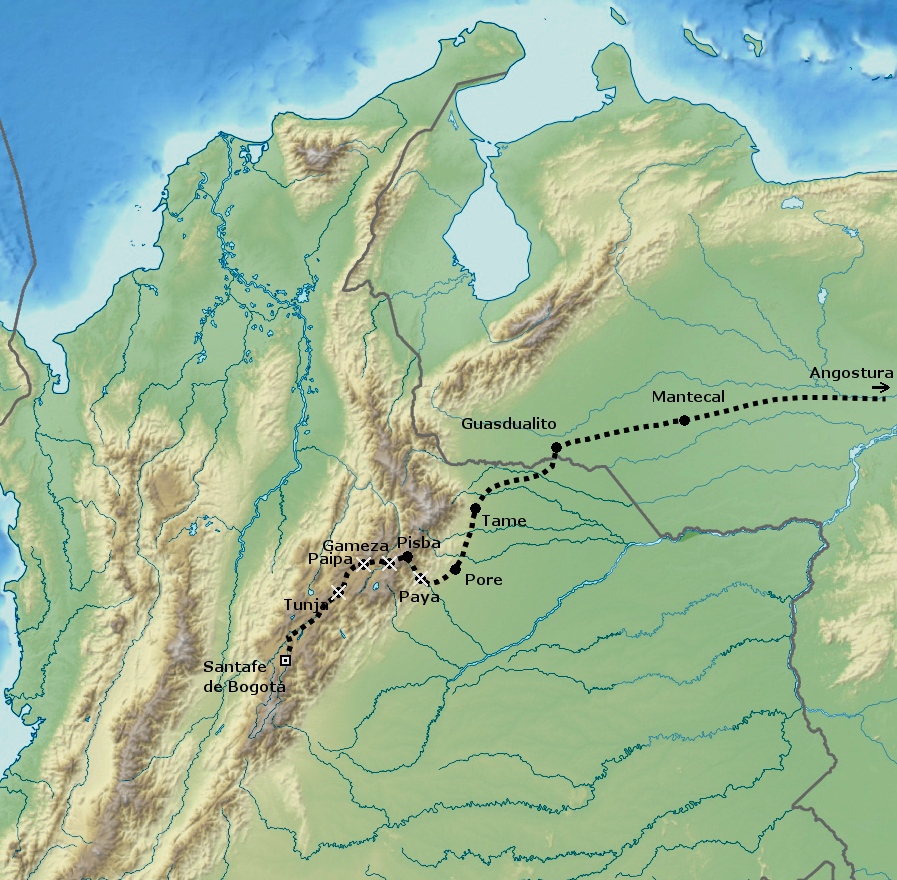
Campaña libertadora de la Nueva Granada (1819).

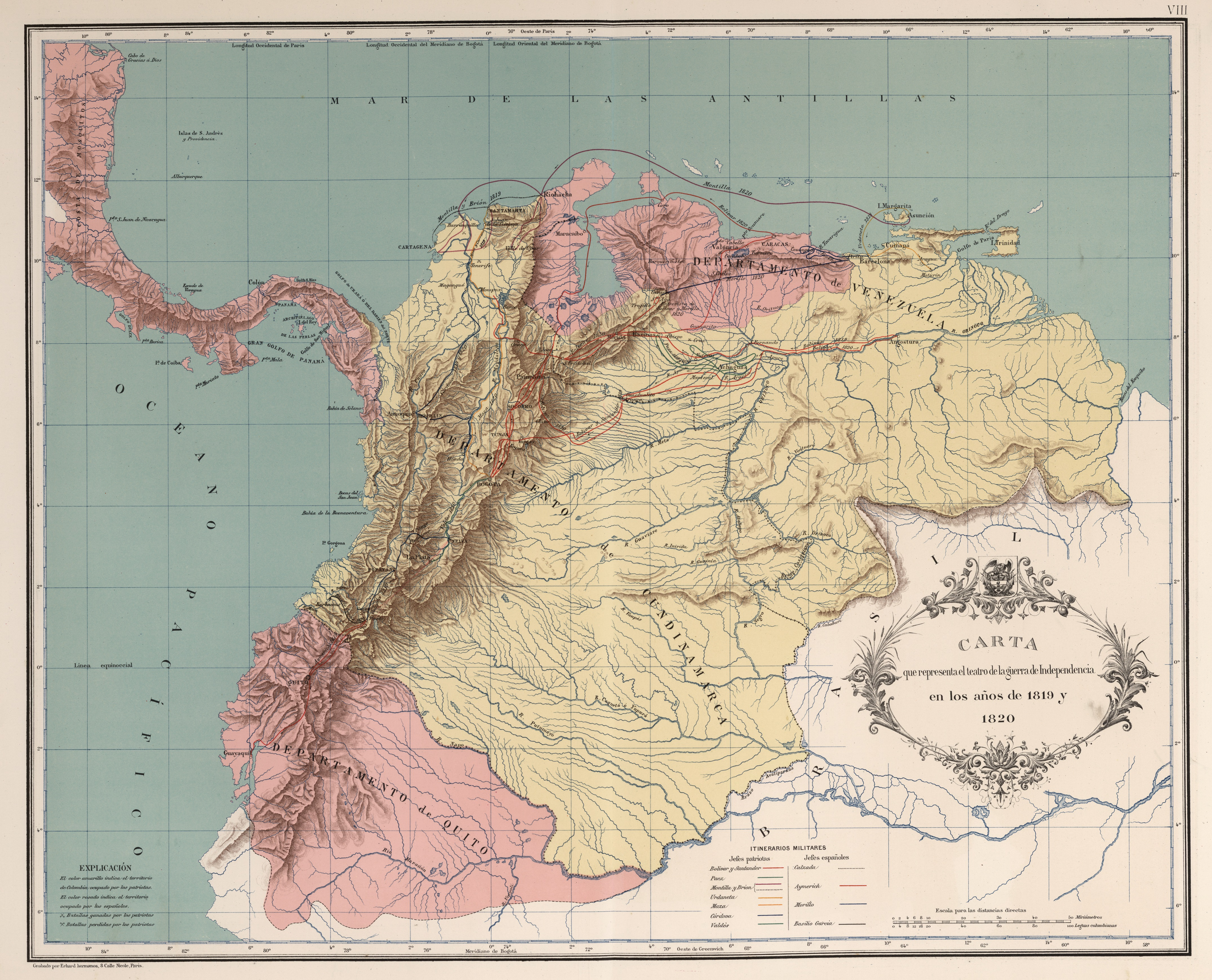
Campañas de independencia en Venezuela y Nueva Granada entre 1819 y 1820.

El ejército de Bolívar cruzó el río Arauca el día 4 de junio de 1819, entrando a territorio granadino en la entonces provincia del Casanare. Arribó a Tame el día 12 de junio, donde se hallaba acuartelado el general colombiano Francisco de Paula Santander, quien había reunido un ejército de unos 1600 hombres de infantería y 600 hombres de caballería. Al momento del encuentro de los ejércitos Bolívar arriba con unos 700 hombres, se reunió una cifra aproximada de 4.300 efectivos, Sin embargo otras fuentes señalan que el número total de efectivos para entonces, solo ascendía a 2500. La travesía desde Guasdualito hasta Tame sumaron unos 200 km, realizada en pleno invierno, donde las tropas sufrieron penurias a causa de los ríos crecidos, lluvias constantes e inundaciones en todo el recorrido, la escasez de alimentos y la incapacidad para aprovisionarse de los mismos; adicionalmente debían mantener secos el armamento y la escasa munición con la que contaban.
El ingreso al altiplano de la cordillera Oriental estaba resguardado por los efectivos de la tercera división, que contaba solo en la ciudad de Tunja con 2400 hombres de infantería y 400 de caballería, comandados por el coronel de artillería José María Barreiro. En Tame Bolívar tenía tres opciones para marchar sobre la ciudad de Tunja, la primera por la salina de Chita que era la idea inicial de Bolívar, el camino más corto y cómodo para la tropa por la existencia de pueblos para pasar la noche, pero también el más custodiado por las tropas realistas que se apostaban en esa zona conscientes de la amenaza que representaba Santander desde los llanos orientales, la segunda vía era por Labranzagrande, para llegar a Sogamoso, donde se hallaba el cuartel realista, y la tercera ruta, por el páramo de Pisba, el camino más inhóspito, pero no vigilado por los españoles, que era el propuesto desde un inicio por Santander, lo cual le daría factor sorpresa sobre las tropas realistas al ingresar al altiplano.
Tras cuatro días de descanso en Tame las tropas se pusieron en marcha todavía bajo fuertes condiciones invernales hacía Pore, la capital de la provincia de Casanare, sitio al cual arribaron el día 22 de junio de 1819, encontrándose en este sitio de frente con la rama oriental de la cordillera de los Andes colombianos.

## Batalla de Paya y Paso de los Andes

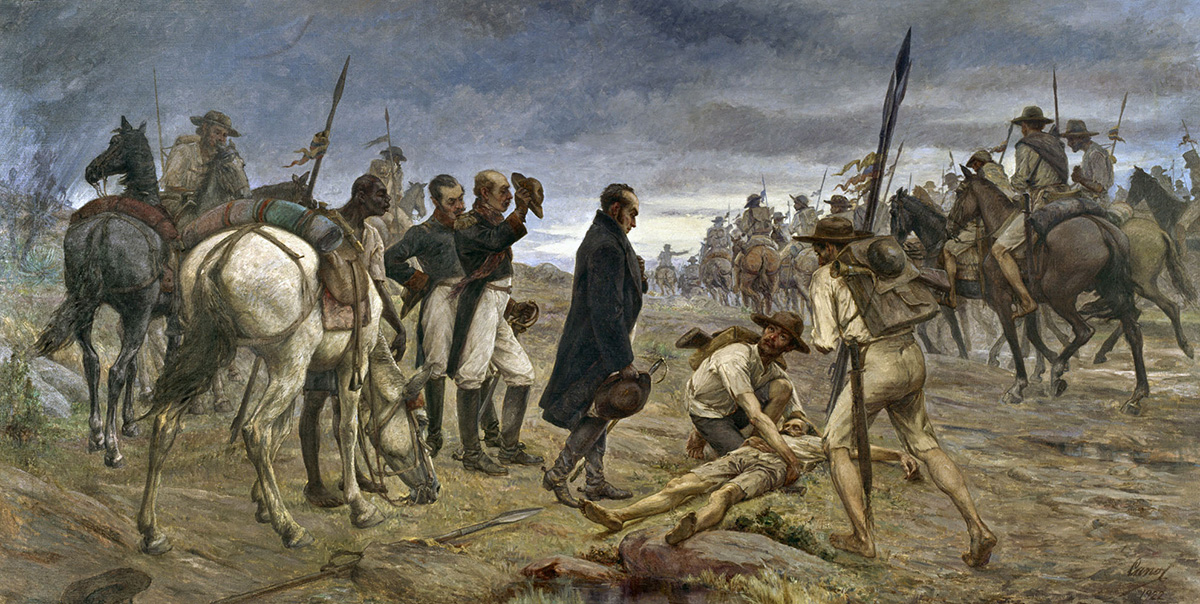
Pintura del paso del ejército de Simón Bolívar por el Páramo de Pisba por Francisco Antonio Cano.

Desde la población de Pore, en ascenso por la cordillera oriental, arribando al Fuerte de Paya, donde la vanguardia al mando de Santander y del Coronel Antonio Arredondo, pone en fuga a los 300 soldados realista de la guarnición el día 27 de junio que huyeron a Labranzagrande, episodio conocido como la Batalla de Paya. El día 2 de julio reanudan la marcha, pasando la cordillera de los Andes (Paso de los Andes), a través del páramo de Pisba el día 5 de julio, arribando ese mismo día la vanguardia al mando de Santander a la población de Socha, haciéndolo Bolívar al día siguiente con el resto del ejército. Durante esta travesía ocurrieron varias muertes y deserciones dentro de la tropa, y muchos cayeron enfermos. Además el cuerpo de caballería quedó bastante disminuido, reduciendo la capacidad de transporte de la tropa, suministros, armas y municiones. En la población de Socha se tomó cuatro días de descanso para reponer la tropa de la dura travesía y reponer los suministros, y reorganizar el armamento y pertrechos

## Batalla de Gámeza y Tópaga
Al día siguiente del arribo a Socha, Bolívar ordenó una inspección de la zona, la cual se encontró con un destacamento realista en los Corrales. Notificado José María Barreiro, en ese momento acantonado en Sogamoso, de la presencia de la tropa insurgente, ordenó su búsqueda organizando dos columnas de 800 hombres cada una, por las dos márgenes del río Sogamoso. El día 10 de julio arribaron a Corrales de Bonza y a Gámeza por las márgenes izquierda y derecha, respectivamente; el día 11 de julio, en Corrales de Bonza, el coronel Justo Briceño al mando de un escuadrón ataca a los realistas, obligándolos a replegarse hacia Tópaga y en Gámeza una compañía del ejército libertador sufre el ataque de los españoles, replegándose con fuertes bajas, Bolívar ordenó el contraataque de la vanguardia al mando de Santander, que los obliga a replegarse también hasta Tópaga, dejando libre el paso a Gámeza, donde se reúnen con los españoles que combatieron en Corrales de Bonza. El ejército de Bolívar a su vez se reorganiza en Tasco bajo el fuego enemigo y rápidamente se ubica en formación de batalla, pero el ejército realista viendo la superioridad del enemigo rehúye el combate y se repliega a una altura llamada El Molino en donde espera refuerzos y obtener una posición más ventajosa para el combate, finalmente tras ocho horas de acciones Bolívar suspende el ataque y se desplaza a Gámeza donde reunió todo el ejército.

## Batalla del Pantano de Vargas

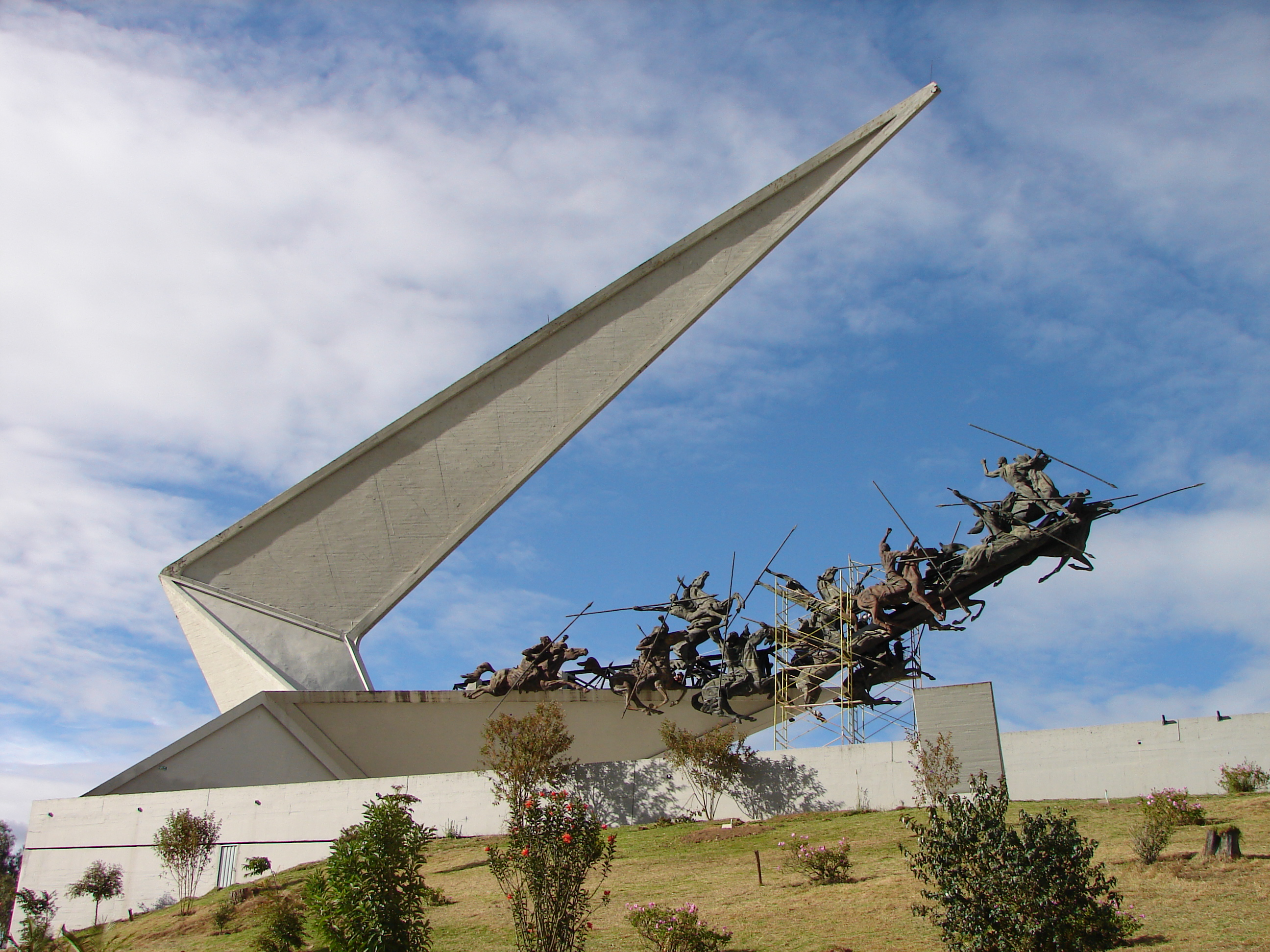
Monumento Lanceros del Pantano de Vargas.

Luego de la Batalla de Gámeza, el ejército libertador, se repliega a Tasco nuevamente el día 12 de julio y entra a Corrales de Bonza el día 20 de julio, ordenado en orden de batalla buscando el encuentro con Barreiro, pero este rehúye el combate parapetado en las alturas; en estas circunstancias, en la madrugada del 25 de julio, Bolívar ordenó la marcha en dirección a Paipa, con el ánimo de cortar la comunicación del ejército realista con Santafé de Bogotá: percatado Barreiro movilizó sus tropas para impedirlo, para enfrentarse finalmente en el pantano de Vargas. Para el día de la batalla, el 25 de julio, Bolívar tenía unos 2200 hombres. Las tropas independentistas se situaron frente a las españolas; estas últimas, sin embargo, tenían ventaja de terreno y al menos 3000 efectivos, que inclinarían la batalla a su favor. Bolívar envió dos batallones de infantería al mando de José Antonio Anzoátegui por la derecha y el resto de la infantería al mando de Santander por la izquierda, y en la retaguardia dejó la caballería a su mando. Barreiro a su vez ubica sus fuerzas en tres líneas aprovechando a su favor el declive del terreno. Los dos bandos enviaron batallones de infantería en sucesivos ataques y contraataques, al final del día, habiendo los dos ejércitos utilizado los últimos recursos en la batalla y con la balanza inclinándose a favor de los españoles, Bolívar ataca con la caballería mantenida en reserva durante todo el combate al mando del coronel Juan José Rondón junto a los famosos Lanceros del Pantano de Vargas. Los españoles, completamente desordenados en ese momento, no pudieron resistir la carga de los lanceros, al mismo tiempo que la infantería ganaba terreno a los realistas obligándolos a retirarse. El coronel James Rooke al mando de la legión británica, fue herido en el campo de batalla y murió pocos días después.

## Batalla de Boyacá

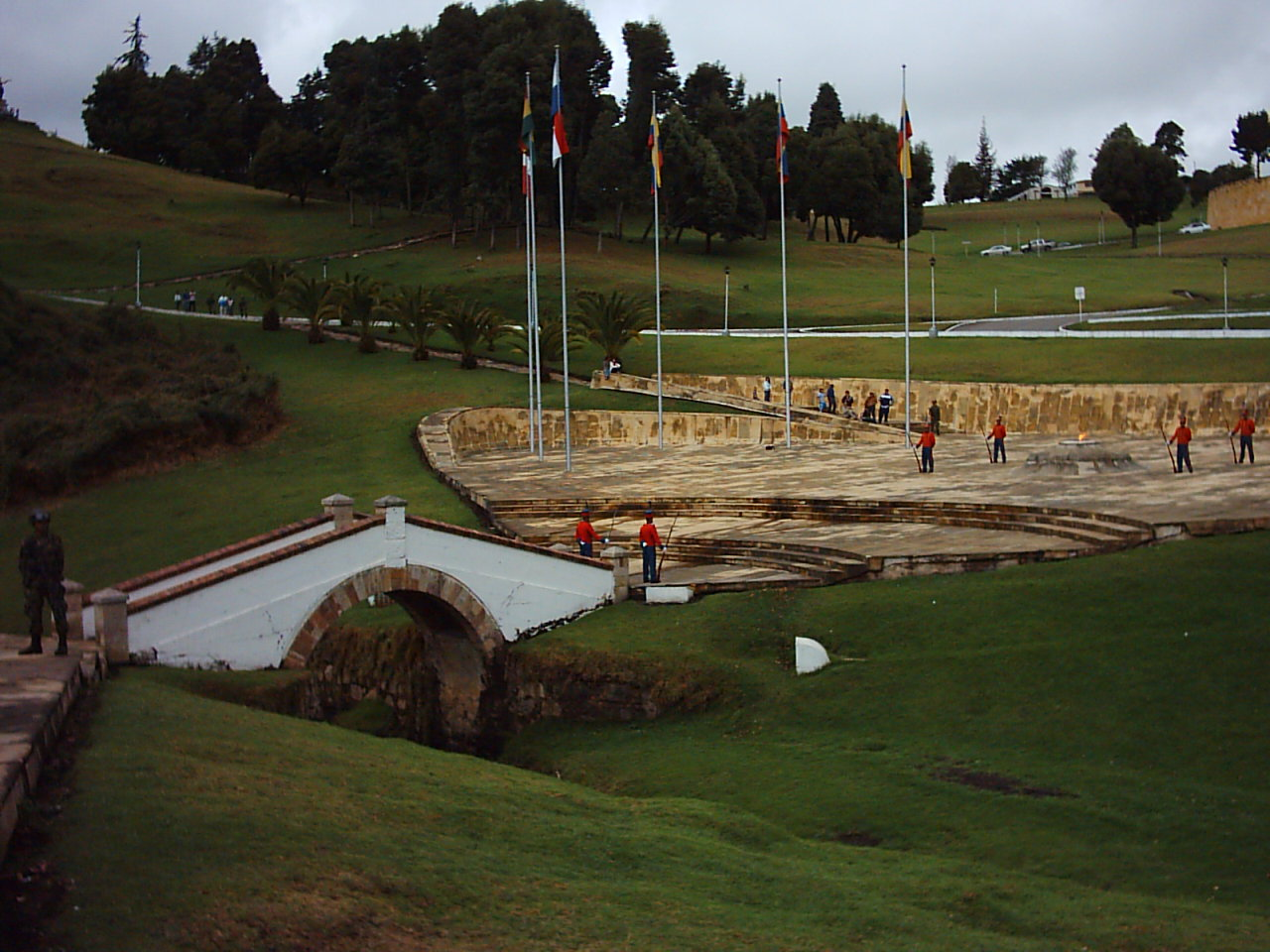
Puente de Boyacá. Monumento y puente construido en el lugar de la batalla, reemplazando al puente original.

Luego de la Batalla del Pantano de Vargas, Bolívar reorganiza y da descanso al ejército hasta el día 4 de agosto cuando ordena regresar a Venezuela, pero en la noche contramarcha de manera furtiva hacia Tunja, tomando la ciudad el día 5 de agosto a las 11:00 a. m. Enterado de la situación, Barreiro se ve obligado a movilizarse para impedir que el ejército libertador tome Santafé; se desvía entonces de la ruta e intenta tomar la vía más rápida a Bogotá, por el largo puente de Boyacá, para reunirse con Sámano y organizar la defensa de la ciudad. En la madrugada del 7 de agosto, Bolívar se percata del movimiento de los realistas y los intercepta antes de que logren pasar dicho puente. Las tropas republicanas contaban con 2850 efectivos y los realistas con 2.670. Fue una batalla de 2 horas de duración (2:00 a 4:00 p. m.), corta e intensa, donde el ejército español fue sorprendido y dividido donde se destaca el ataque a la vanguardia de Santander. Al no poder combatir en forma coordinada fueron finalmente rodeados y obligados a rendirse. Al final de la jornada hacían en el campo de batalla 66 hombres entre muertos y heridos del ejército de Bolívar y unos 250 del ejército español, siendo capturados aproximadamente 1600 hombres, pudiendo escapar solamente unos 800 soldados. Con la Batalla de Boyacá finalizó el dominio español en la Nueva Granada e inspiró los triunfos posteriores para la liberación de los demás países con las victorias decisivas en Junín, Pichincha, Carabobo, Ayacucho y la Batalla naval del Lago de Maracaibo.

## Resultado de la campaña

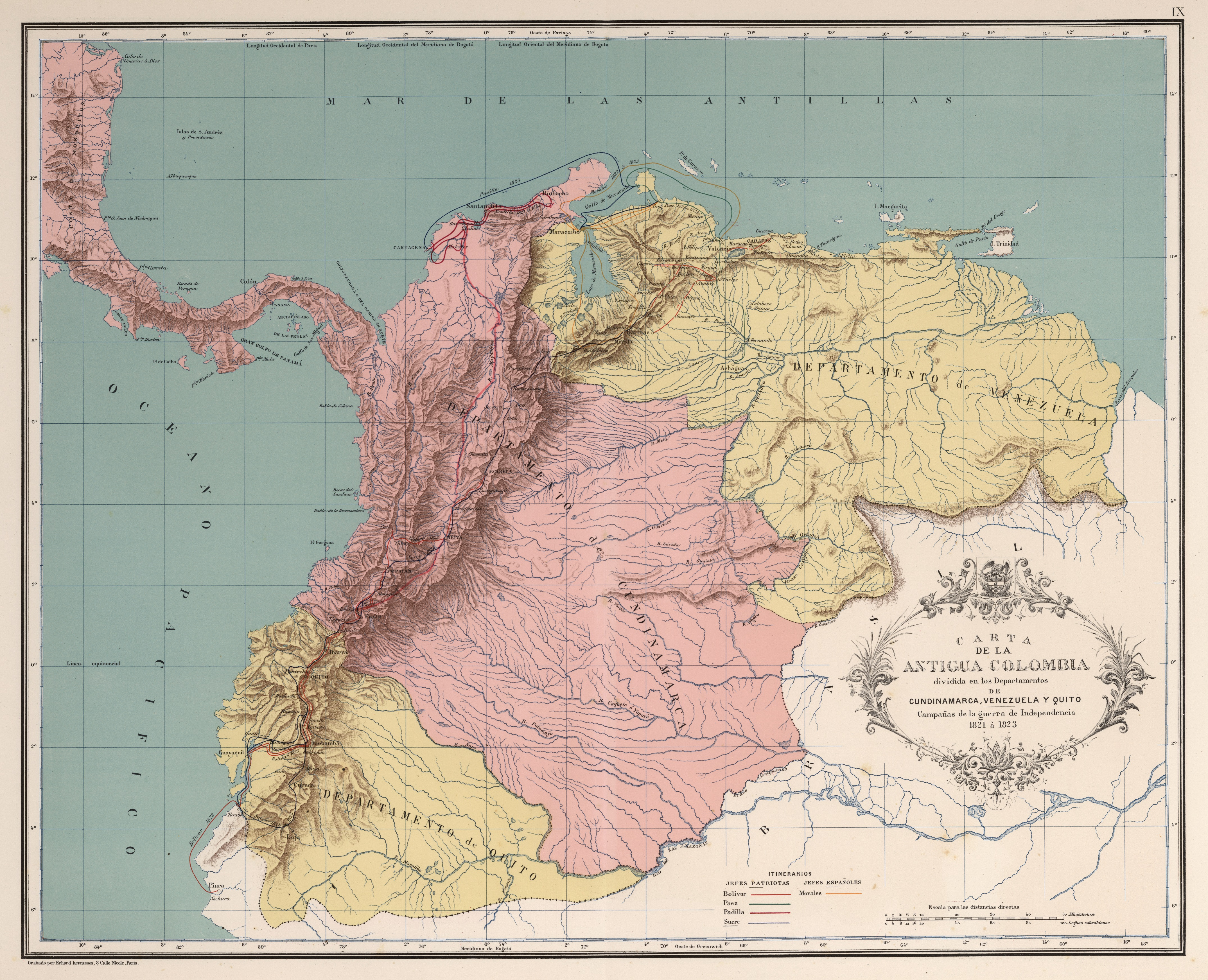
La Gran Colombia en 1820 y las campañas de independencia llevadas a cabo entre 1821 y 1823.

El mismo día de la batalla de Boyacá, el coronel Barreiro fue capturado por un joven campesino llamado Pedro Pascasio Martínez quien lo entrega a Bolívar siendo Barreiro ejecutado con otros 37 oficiales españoles prisioneros el 11 de octubre de 1819 por orden de Francisco de Paula Santander, dentro de la consigna de guerra a muerte.
Luego de la derrota de los realistas, el virrey Juan de Sámano fue informado en Bogotá y pudo escapar a tiempo tomando rumbo a Cartagena de Indias.
Bolívar llegó a Santafé de Bogotá donde entró sin resistencia el día 10 de agosto de 1819 a la 17:00 horas dando por terminada la campaña libertadora de la Nueva Granada.
La batalla de Boyacá fue un triunfo decisivo sobre el poder español en la Nueva Granada. A pesar de que los realistas se harían fuertes en otras provincias del virreinato como Santa Marta y Pasto, en donde resistieron varios años; la capital del virreinato cayó en manos de los independentistas neogranadinos y con ello se abrió el camino para la unión de la Nueva Granada con Venezuela en la República de Colombia.
Sin embargo, las campañas independentistas deberían continuar: Sucre marchando hacia el sur, a Pasto, la Audiencia de Quito, el Virreinato del Perú y el Alto Perú; mientras Bolívar debía hacerlo hacia el occidente de Venezuela que aún se hallaba bajo el dominio de los realistas que contaban con 27.000 soldados para enfrentarse.